# Vangsnes
Vangsnes ligger i Vik Kommune i Sogn og Fjordane Fylke i Norge.
Vangsnes er en relativt flad halvø, som ligger ud fra sydsiden af Sognefjorden. Vangsnes er med færge forbundet med Hella i Leikanger og Dragsvik i Balestrand på den nordlige side af Sognefjord.
Vangsnes er mest kendt for den store statue af Fridtjof den Frøkne, som ifølge sagaen var konge over Ringerike og Sogn. Det var en populær saga i 1800-tallet både i Tyskland og Storbritannien. Den 22 meter høje statue blev bekostet af Wilhelm 2. af Tyskland i 1913.
Ivar Aasens første oversættelse fra islandsk til nynorsk handlede netop om denne saga. Denne version er væsentlig forskellig fra Esaias Tegnérs sagafortælling, bl.a. i relation til stedbeskrivelse.